# Prasophyllum antennatum
Prasophyllum antennatum är en orkidéart som beskrevs av Mark Alwin Clements och David Lloyd Jones. Prasophyllum antennatum ingår i släktet Prasophyllum och familjen orkidéer. Inga underarter finns listade i Catalogue of Life.